# یواس‌اس گانت (ای‌ام-۴۱)
یواس‌اس گانت (ای‌ام-۴۱) (به انگلیسی: USS Gannet (AM-41)) یک کشتی بود که طول آن ۱۸۷ فوت ۱۰ اینچ (۵۷٫۲۵ متر) بود. این کشتی در سال ۱۹۱۹ ساخته شد.